# Sončna energija
Sónčna energíja je skupen izraz za vrsto postopkov pridobivanja energije iz sončne svetlobe. Sončno energijo že stoletja izrabljajo številni tradicionalni načini gradnje, v zadnjih desetletjih pa je zanimanje zanjo v razvitih državah naraslo hkrati z zavedanjem o omejenosti drugih energetskih virov, kot so fosilna goriva, ter njihovih vplivih na okolje. V okoljih, kjer drugih virov energije ni na voljo – denimo oddaljeni kraji ali celo vesoljski prostor – se sončna energija že močno uporablja.
Na Zemljo pada pri kroženju okrog Sonca energijski tok z gostoto približno 1400 W/m², merjeno na ploskev, pravokotno na sončne žarke. To vrednost imenujejo tudi solarna konstanta. Od te energije se približno 19 % absorbira v ozračju, oblaki pa v povprečju odbijejo nadaljnjih 35 % vpadlega energijskega toka. Splošno sprejeta vrednost je 1200 W/m² na morski gladini. Osvetljenost tal je odvisna od ure, letnega časa, oblačnosti in zemljepisne širine. 
Na kvadratni kilometer pada približno 1000 MW svetlobnega toka, toliko, kot potrebuje manjše mesto za ogrevanje in razsvetljavo. V sončnih kolektorjih izkoriščamo sončno energijo za segrevanje vode, v sončnih celicah pa jo lahko pretvarjamo v elektriko. 
Po prehodu skozi ozračje je večina energijskega toka v vidnem in ultravijoličnem delu spektra. Rastline v procesu fotosinteze pretvarjajo sončno energijo v kemično energijo, to pa porabljamo, ko kurimo les ali fosilna goriva.